# Ringer-Weltmeisterschaften 1966
Die Ringer-Weltmeisterschaften 1966 fanden vom 16. bis zum 22. Juni 1966 in Toledo statt. Es wurde sowohl im griechisch-römischen als auch im freien Stil gerungen. Die Ringer wurden in jeweils acht Gewichtsklassen unterteilt.

## Griechisch-römisch
Die Wettkämpfe im griechisch-römischen Stil fanden vom 20. bis zum 22. Juni 1966 statt. Die Ringer aus der Sowjetunion sicherten sich in sieben der acht Wettbewerbe Medaillen. Einzig Wladlen Trostjanski konnte sich mit einem fünften Platz in der Gewichtsklasse -57 kg nicht auf den Medaillenrängen platzieren.

### Medaillengewinner
| Klasse | Gold            | Silber           | Bronze             |
| ------ | --------------- | ---------------- | ------------------ |
| -52 kg | Angel Keresow   | Sergei Rybalko   | Rolf Lacour        |
| -57 kg | Fritz Stange    | Kōji Sakurama    | Uenver Besergil    |
| -63 kg | Roman Rurua     | Leif Freij       | Iraj Khorshidfar   |
| -70 kg | Stevan Horvat   | Gennadi Sapunow  | Eero Tapio         |
| -78 kg | Wiktor Igumenow | Florea Ciorcilă  | Peter Nettekoven   |
| -87 kg | Walentin Olenik | Tevfik Kış       | Franz Potsch       |
| -97 kg | Bojan Radew     | Waleri Anissimow | Nicolae Martinescu |
| +97 kg | István Kozma    | Nikolai Schmakow | Petr Kment         |

### Medaillenspiegel
| Rang | Land             | Gold | Silber | Bronze |
| ---- | ---------------- | ---- | ------ | ------ |
| 1    | Sowjetunion      | 3    | 4      | 0      |
| 2    | Bulgarien        | 2    | 0      | 0      |
| 3    | BR Deutschland   | 1    | 0      | 2      |
| 4    | Jugoslawien      | 1    | 0      | 0      |
|      | Ungarn           | 1    | 0      | 0      |
| 6    | Rumänien         | 0    | 1      | 1      |
|      | Türkei           | 0    | 1      | 1      |
| 8    | Japan            | 0    | 1      | 0      |
|      | Schweden         | 0    | 1      | 0      |
| 10   | Finnland         | 0    | 0      | 1      |
|      | Iran             | 0    | 0      | 1      |
|      | Österreich       | 0    | 0      | 1      |
|      | Tschechoslowakei | 0    | 0      | 1      |

## Freistil
Die Wettkämpfe im Freistil fanden vom 16. bis zum 18. Juni 1966 statt.

### Medaillengewinner
| Klasse | Gold               | Silber           | Bronze             |
| ------ | ------------------ | ---------------- | ------------------ |
| -52 kg | Chang-Sun Chang    | Yasuo Katsumura  | Richard Sanders    |
| -57 kg | Ali Alijew         | Hasan Sevinc     | Aboutaleb Talebi   |
| -63 kg | Masaaki Kaneko     | Bobby Douglas    | Nihat Kabanli      |
| -70 kg | Abdollah Movahed   | Iwao Horiuchi    | Seyit Ahmet Ağralı |
| -78 kg | Mahmut Atalay      | Guliko Sagaradse | Hassan Tahami      |
| -87 kg | Prodan Gardschew   | Hasan Güngör     | Josef Urban        |
| -97 kg | Alexander Medwed   | Ahmet Ayık       | Said Mustafow      |
| +97 kg | Alexander Iwanizki | Larry Kristoff   | Abolfazl Anvari    |

### Medaillenspiegel
| Rang | Land               | Gold | Silber | Bronze |
| ---- | ------------------ | ---- | ------ | ------ |
| 1    | Sowjetunion        | 3    | 1      | 0      |
| 2    | Türkei             | 1    | 3      | 2      |
| 3    | Japan              | 1    | 2      | 0      |
| 4    | Iran               | 1    | 0      | 3      |
| 5    | Bulgarien          | 1    | 0      | 1      |
| 6    | Südkorea           | 1    | 0      | 0      |
| 7    | Vereinigte Staaten | 0    | 2      | 1      |
| 8    | Tschechoslowakei   | 0    | 0      | 1      |